# Emil Göttisheim
Emil Göttisheim (* 16. Juni 1863 in Basel; † 2. Januar 1938 ebenda), Sohn von Christian Friedrich Göttisheim, war ein Schweizer Jurist und Politiker (FDP).
Göttisheim war von 1895 bis 1907 als Strafrichter tätig, von 1898 bis 1914 als Grossrat in Basel und nach den Parlamentswahlen 1905 bis 1919 als Nationalrat. Er setzte sich für das Frauenstimmrecht und den Kinderschutz ein.
Seine jüngere Schwester Rosa Göttisheim war Lehrerin und Frauenrechtlerin sowie von 1924 bis 1935 Zentralpräsidentin des Schweizerischen Lehrerinnenvereins.